# Rovelizumab
Il rovelizumab, noto anche come LeukArrest o Hu23F2G, è un anticorpo monoclonale umanizzato che è stato usato sperimentalmente come farmaco immunosoppressivo. Il rovelizumab è stato sviluppato dalla Icos per il trattamento di pazienti con shock emorragico.
Il farmaco è un anticorpo monoclonale che sopprime i globuli bianchi che diventano iper-attivi in corso di shock.
Il numero di pazienti trattati con il farmaco, nelle sperimentazioni effettuate, è stato basso
perché il rovelizumab va somministrato nelle prime 4 ore dall'evento scatenante lo shock. L'obbigo di ottenere il consenso informato da parte dei pazienti e/o parenti rende difficile l'arruolamento dei pazienti stessi, a causa dei tempi troppo brevi disponibili per l'efficacia clinica del farmaco.
Il rovelizumab è stato anche studiato per il trattamento dell'attacco di cuore (infarto), nella sclerosi multipla, e dell'ictus, ed è in fase di studio come trattamento del vasospasmo cerebrale, nel trauma cranico, e nel trapianto renale e nella ristenosicoronarica.
Altre aziende hanno cercato di sviluppare farmaci anticorpi monoclonali anti-CD18, tra questi ci sono la Genentech con erlizumab, la Protein Design Labs (PDL) e la Centocor con due loro farmaci.
Anche se le prove sperimentali sull'uomo sono state deludenti, la ricerca di farmaci ad azione anti-CD18 negli animali è stata incoraggiante.
L'inefficacia si pensa sia dovuta al fatto che questi farmaci sperimentali influenzano in modo casuale il meccanismo di adesione dei linfociti negli esseri umani.

## Storia
Nel giugno 1998, la Icos e molti centri medici hanno chiesto alla Food and Drug Administration(FDA) la revoca degli obblighi di consenso informato per le situazioni in cui il paziente è ad alto rischio di morte e quando i parenti non possono essere tempestivamente raggiunti.
Mentre alcuni studiosi di etica medica si sono opposti alla revoca eccezionale del consenso, malgrado ciò, la FDA ha ritenuto di approvare la richiesta consentendo a cinque centri medici selezionati la sperimentazione senza consenso dall'agosto 1998.
Lo sviluppo clinico del rovelizumab si è fermato quando nel mese di aprile 2000, i dati clinici di fase III provvisori delle ricerche in corso non hanno raggiunto gli obiettivi stabiliti del protocollo di ricerca da parte di Icos.
Gli obbiettivi del protocollo di studio (end points) stabiliti per il rovelizumab, da parte della Icos, erano:
1. la riduzione della insufficienza multipla di organo (MOF) e
2. il tasso di mortalità a 28 giorni.[1]

## Farmacologia
Il rovelizumab è un anticorpo monoclonale diretto contro le proteine di adesione cellulare CD11/CD18. Legandosi a questi recettori, il rovelizumab impedisce la migrazione e l'adesione di neutrofili verso il sistema nervoso centrale, causa di infiammazione cerebrale e di perdita neuronale. Il farmaco si lega a tutti e quattro i recettori leucocitari (leukointegrine) noti, bloccando l'adesione dei neutrofili e vincolandoli all'ICAMs.
Gli studi di questo composto sono condotti presso l'University of Washington.

### Rovelizumab
- (EN) Frederick W. Alt, Advances in Immunology, Academic Press, 21 settembre 2006,  pp. 132–, ISBN 978-0-12-022491-3.
- (EN) Klaus Ley, Adhesion molecules: function and inhibition, Springer, 2007,  pp. 297–, ISBN 978-3-7643-7974-2.